# Ferdinando Bianchi
Ferdinando Bianchi (Bianchi, 3 marzo 1797 – Napoli, 7 gennaio 1866) è stato un patriota e presbitero italiano.
È da identificare nel garibaldino descritto da Giuseppe Bandi  vestito da canonico solo per metà all'imbarco da Quarto.

## Biografia
Nacque a Bianchi, una località della Sila appartenente in quella data all'Università di Scigliano, provincia della Calabria Citeriore. Dopo gli studi nel seminario di Nicastro fu ordinato sacerdote nel 1821.
Nel 1848 partecipò con i volontari di Stocco alla battaglia dell'Angitola, in Calabria. Dopo il fallimento dei moti calabresi, si diede alla latitanza e continuò i tentativi di rivolta in Sila. Durante la sua latitanza il fratello Saverio venne imprigionato con accuse false e rinchiuso in cella con Luigi Settembrini.

Catturato, dopo nove anni di latitanza, il 25 luglio 1857, don Ferdinando fu condannato dalla Gran Corte Speciale di Catanzaro a 25 anni di ferri per cospirazione e arruolamento di bande armate e relegato al bagno di Nisida, pena commutata in esilio perpetuo dal Regno delle Due Sicilie nel 1858. Nell'aprile del 1859 la nave con cui 65 prigionieri politici napoletani erano relegati per la deportazione in Argentina venne dirottata nel Regno Unito grazie a un colpo di mano di Raffaele Settembrini, il figlio di Luigi. Riparato in Piemonte, nel 1860 si imbarcò da Quarto con I Mille. Organizzò con Francesco Stocco il corpo dei volontari garibaldini dei Cacciatori della Sila, e furono lui ed Eugenio Tano che a Soveria Mannelli il 30 agosto 1860 intimarono la resa al generale borbonico Giuseppe Ghio. Il 18 ottobre 1860 fu nominato Direttore generale delle Amministrazioni del Registro e Bollo e della Lotteria.
Don Ferdinando Bianchi morì, assassinato in circostanze misteriose, a Napoli nel 1866.
Il suo nome fu dato a un cacciatorpediniere della Regia Marina italiana, varato nel 1926 e ritirato nel 1940.